# Province d'Ucayali
«  Ucayali (province) » redirige ici. Pour les autres significations, voir Ucayali.
La province d'Ucayali (en espagnol : Provincia de Ucayali) est l'une des sept provinces de la région de Loreto, au nord du Pérou. Son chef-lieu est la ville de Contamana.

## Géographie
La province couvre une superficie de 29 293,47 km2 dans le sud de la région. Elle est limitée au nord par province de Loreto, à l'est par la province de Requena, au sud par la région d'Ucayali et à l'ouest par la région de San Martín.

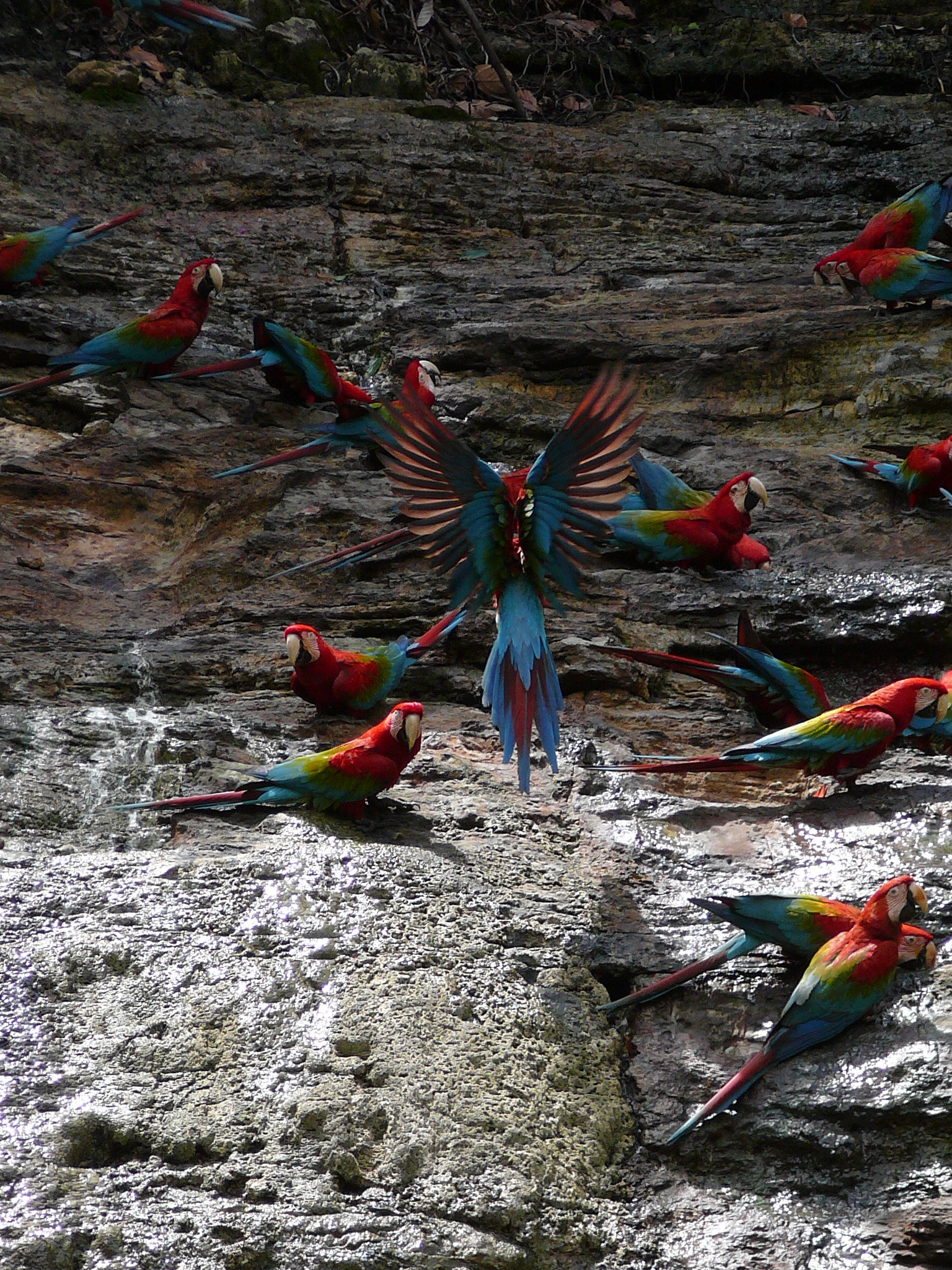
Macaws dans la forêt amazonienne

## Population
La population de la province s'élevait à 57 669 habitants en 2005.

## Subdivisions
La province d'Ucayali est divisée en six districts :
- Contamana
- Inahuaya
- Padre Márquez
- Pampa Hermosa
- Sarayacu
- Vargas Guerra